# Liste des chansons composées par Johnny Hallyday
Cette page recense la liste des compositions de Johnny Hallyday.
Avec un total de 105 chansons, Johnny Hallyday, devant Mick Jones et Tommy Brown, est l'un de ceux qui a le plus composé pour lui-même. Le chanteur a également composé une dizaine de titres pour d'autres interprètes.

## Compositions

### Pour lui-même
Source pour l'ensemble de la liste, sauf indications contraires et/ou complémentaires.
| Titre                                     | Parolier                                      | Date | Support                                                                                                | Remarque                                                                                                |
| ----------------------------------------- | --------------------------------------------- | ---- | --- | --- |
| Laisse les filles                         | Jil et Jan                                    | 1960 | 33 tours 25 cm Hello Johnny                                                                            | |
| J'étais fou                               | Jil et Jan                                    | 1960 | 33 tours 25 cm Hello Johnny                                                                            | |
| Oh ! Oh ! Baby                            | Jil et Jan                                    | 1960 | premier EP T'aimer follement                                                                           | |
| Pourquoi cet amour                        | Jil et Jan                                    | 1960 | 33 tours 25 cm Hello Johnny                                                                            | |
| Je cherche une fille                      | Jil et Jan                                    | 1960 | 33 tours 25 cm Hello Johnny                                                                            | |
| Not get out                               | Jil et Jan                                    | 1960 | | Laisse les filles en anglais                                                                            |
| Depuis qu'ma môme                         | Jil et Jan                                    | 1960 | 33 tours 25 cm Hello Johnny                                                                            | |
| Oui j'ai                                  | Jil et Jan                                    | 1960 | 4e EP Kili watch                                                                                       | |
| Bien trop timide                          | Jil et Jan                                    | 1961 | album Nous les gars, nous les filles                                                                   | |
| Tu m'plais                                | Jil et Jan                                    | 1961 | album Nous les gars, nous les filles                                                                   | |
| Ce n'est pas méchant                      | Jil et Jan                                    | 1961 | album Nous les gars, nous les filles                                                                   | |
| Ton fétiche d'amour                       | Jil et Jan                                    | 1961 | 7e EP 24 000 baisers                                                                                   | |
| Mon vieux copain                          | Jil et Jan                                    | 1961 | 9e EP À New Orléans                                                                                    | |
| Si tu restes avec moi                     | Jil et Jan                                    | 1961 | 9e EP À New Orléans                                                                                    | |
| Toi qui regrettes                         | Jil et Jan                                    | 1961 | album Salut les copains                                                                                | 1er album Philips                                                                                       |
| Wap dou wap                               | Jil et Jan                                    | 1961 | album Salut les copains                                                                                | |
| La faute au Twist                         | Jil et Jan                                    | 1962 | 4e EP Retiens la nuit et 33 tours 25 cm Retiens la nuit                                                | |
| Les bras en croix                         | Jil et Jan                                    | 1963 | album Les Bras en croix                                                                                | |
| Rien n'a changé                           | Ralph Bernet                                  | 1963 | 33 tours 25 cm D'où viens-tu Johnny ?                                                                  | composé en collaboration avec Eddie Vartan                                                              |
| À plein cœur                              | Georges Aber                                  | 1963 | 33 tours 25 cm D'où viens-tu Johnny ?                                                                  | composé en collaboration avec Eddie Vartan                                                              |
| Ma guitare                                | Jil et Jan                                    | 1963 | 33 tours 25 cm D'où viens-tu Johnny ?                                                                  | composé en collaboration avec Eddie Vartan                                                              |
| Moi cette fille là                        | Ralph Bernet                                  | 1963 | titre resté inédit jusqu'en 1993                                                                       | composé en collaboration avec Eddie Vartan                                                              |
| Mon anneau d'or                           | Gilles Thibaut                                | 1965 | album Johnny chante Hallyday                                                                           | |
| Ne joue pas ce jeu-là                     | Gilles Thibaut                                | 1965 | album Johnny chante Hallyday                                                                           | |
| Tu as de la chance                        | Gilles Thibaut                                | 1965 | album Johnny chante Hallyday                                                                           | |
| Toi qui t'en vas                          | Gilles Thibaut                                | 1965 | album Johnny chante Hallyday                                                                           | |
| Le diable me pardonne                     | Gilles Thibaut                                | 1965 | album Johnny chante Hallyday                                                                           | |
| Ne crois pas ça                           | Jean Setti, Gilles Thibaut                    | 1965 | album Johnny chante Hallyday                                                                           | |
| Un jour ou l'autre                        | Georges Aber                                  | 1965 | album Johnny chante Hallyday                                                                           | |
| Tu oublieras mon nom                      | Gilles Thibaut                                | 1965 | album Johnny chante Hallyday                                                                           | |
| À deux heures de chez toi                 | Ralph Bernet                                  | 1965 | album Johnny chante Hallyday                                                                           | composé en collaboration avec Eddie Vartan                                                              |
| Avec une chanson                          | Hubert Wayaffe                                | 1965 | album Johnny chante Hallyday                                                                           | |
| Je bois à sa santé                        | Gilles Thibaut                                | 1965 | album Johnny chante Hallyday                                                                           | |
| Ne joue pas ce jeu-là                     | Gilles Thibaut                                | 1965 | album Johnny chante Hallyday                                                                           | |
| Dis à mon frère                           | Long Chris                                    | 1965 | album Johnny chante Hallyday                                                                           | |
| Cheveux longs et idées courtes            | Gilles Thibaut                                | 1966 | EP Cheveux Long et idées courtes et album La Génération perdue                                         | musique librement adaptée de My Crucified Jesus de Ferre Grignard (que lui-même puise dans le folklore) |
| La génération perdue                      | Long Chris                                    | 1966 | album La Génération perdue                                                                             | |
| De loin en loin                           | Ralph Bernet                                  | 1966 | album La Génération perdue                                                                             | |
| La fille à qui je pense                   | Ralph Bernet                                  | 1966 | album La Génération perdue                                                                             | composé en collaboration avec Jacques Revaux                                                            |
| Elle reviendra                            | Ralph Bernet                                  | 1966 | album La Génération perdue                                                                             | composé en collaboration avec Jacques Revaux                                                            |
| Confessions                               | Georges Aber, Long Chris, Johnny Hallyday     | 1967 | album Olympia 67 et Johnny au Palais des sports                                                        | |
| Les chevaliers du ciel                    | Jacques Chaumelle                             | 1967 | EP et 45 tours 2 titres                                                                                | composé en collaboration avec Bernard Kesslair                                                          |
| J'ai crié à la nuit                       | Long Chris                                    | 1967 | album Johnny 67                                                                                        | |
| À tout casser                             | Georges Aber                                  | 1968 | album Jeune Homme                                                                                      | composé en collaboration avec Tommy Brown                                                               |
| Cheval d'acier                            | Georges Aber                                  | 1968 | album Jeune Homme                                                                                      | composé en collaboration avec Mick Jones                                                                |
| Quand l'aigle est blessé                  | Long Chris                                    | 1968 | album Jeune Homme                                                                                      | composé en collaboration avec Jean Bernard                                                              |
| Le ciel nous fait rêver                   | André Salvet                                  | 1968 | album Jeune Homme                                                                                      | composé en collaboration avec François de Roubaix                                                       |
| J'ai peur, je t'aime                      | Long Chris                                    | 1968 | album Rêve et Amour                                                                                    | composé en collaboration avec Jean Bernard                                                              |
| Les anges de la nuit                      | Ralph Bernet                                  | 1969 | album Rivière… ouvre ton lit                                                                           | composé en collaboration avec Jacques Revaux                                                            |
| L'autre moitié                            | Philippe Labro                                | 1971 | album Flagrant délit                                                                                   | |
| Tant qu'il y aura des trains              | Philippe Labro                                | 1971 | album Flagrant délit                                                                                   | |
| Hello US USA                              | Michel Mallory                                | 1972 | album Country, Folk, Rock                                                                              | |
| Avant                                     | Michel Mallory                                | 1972 | 45 tours 6009301                                                                                       | |
| Tu peux partir si tu le veux              | Michel Mallory                                | 1972 | 45 tours 6009301 et album Insolitudes (1973)                                                           | |
| Easy, sois facile avec moi                | Ralph Bernet                                  | 1972 | titre resté inédit jusqu'en 1993                                                                       | composé en collaboration avec Tommy Brown                                                               |
| La Musique que j'aime                     | Michel Mallory                                | 1973 | album Insolitudes                                                                                      | |
| La prison des orphelins                   | Michel Mallory                                | 1973 | album Insolitudes                                                                                      | |
| J'ai besoin d'un ami                      | Michel Mallory                                | 1973 | album Insolitudes                                                                                      | |
| Le droit de vivre                         | Michel Mallory                                | 1973 | album Insolitudes                                                                                      | |
| Noël interdit                             | Michel Mallory                                | 1973 | 45 tours 6009405                                                                                       | |
| Trop belle, trop jolie                    | Michel Mallory                                | 1974 | album Je t'aime, je t'aime, je t'aime                                                                  | |
| Danger d'amour                            | Michel Mallory                                | 1974 | album Je t'aime, je t'aime, je t'aime                                                                  | |
| Je construis des murs autour de mes rêves | Michel Mallory                                | 1974 | Je t'aime, je t'aime, je t'aime                                                                        | |
| Le bol d'or                               | Michel Mallory                                | 1974 | 45 tours 6009545                                                                                       | |
| Toi et moi (avec Sylvie Vartan)           | Long Chris                                    | 1974 | double album Show Sylvie Vartan                                                                        | |
| Je t'aime à l'infini                      | Michel Mallory                                | 1975 | album La Terre promise                                                                                 | |
| La première fois                          | Michel Mallory                                | 1975 | album La Terre promise                                                                                 | composé en collaboration avec Michel Mallory                                                            |
| Né pour vivre sans amour                  | Michel Mallory, Johnny Hallyday               | 1976 | album Derrière l'amour                                                                                 | composé en collaboration avec Michel Mallory                                                            |
| Salut Charlie                             | Michel Mallory                                | 1978 | album Solitudes à deux                                                                                 | composé en collaboration avec Michel Mallory                                                            |
| Le chanteur sans amour                    | Michel Mallory                                | 1980 | album À partir de maintenant                                                                           | |
| La fille de l'hiver                       | Michel Mallory                                | 1980 | album À partir de maintenant                                                                           | |
| Lady Divine                               | Michel Mallory                                | 1981 | album En pièces détachées                                                                              | |
| Cette fille-là                            | Michel Mallory                                | 1981 | album En pièces détachées                                                                              | composé en collaboration avec Michel Mallory                                                            |
| La caisse                                 | Pierre Billon                                 | 1982 | album Quelque part un aigle                                                                            | composé en collaboration avec Pierre Billon et Bruno Victoire                                           |
| Sage pour vous                            | Pierre Billon                                 | 1982 | album Quelque part un aigle                                                                            | composé en collaboration avec Pierre Billon et Bruno Victoire                                           |
| On va vous en donner du rock              | Boris Bergman                                 | 1982 | album Quelque part un aigle                                                                            | composé en collaboration avec Bruno Victoire                                                            |
| Mercredi matin                            | Pierre Billon                                 | 1982 | album Quelque part un aigle                                                                            | composé en collaboration avec Mort Shuman                                                               |
| L'hosto                                   | Pierre Billon                                 | 1982 | album Quelque part un aigle                                                                            | composé en collaboration avec Bruno Victoire                                                            |
| Mon Amérique à moi                        | Philippe Labro                                | 1982 | album Quelque part un aigle                                                                            | composé en collaboration avec Éric Bouad                                                                |
| Montpellier                               | Claude Lemesle, Pierre Billon                 | 1982 | album Quelque part un aigle                                                                            | composé en collaboration avec Bruno Victoire                                                            |
| Cure de blues                             | Michel Mallory                                | 1982 | album Quelque part un aigle                                                                            | composé en collaboration avec Michel Mallory                                                            |
| Décalage horaire                          | Michel Mallory, Pierre Billon                 | 1982 | album Quelque part un aigle                                                                            | composé en collaboration avec Bruno Victoire et Pierre Billon                                           |
| Marie, Marie                              | Claude Lemesle, Pierre Billon                 | 1983 | album Entre violence et violon                                                                         | composé en collaboration avec Éric Bouad                                                                |
| Pour ceux qui s'aiment                    | Bob Decout                                    | 1983 | album Entre violence et violon                                                                         | |
| Signes extérieurs de richesse             | Claude Lemesle, Johnny Hallyday               | 1983 | album Entre violence et violon                                                                         | Hallyday collabore aux paroles Éric Bouad et Pierre Billon signent la musique                           |
| Hey ! femme                               | Georges Aber, Johnny Hallyday                 | 1983 | | titre resté inédit jusqu'en 1993 Hallyday collabore aux paroles musique Mort Shuman                     |
| On the edge of the edge                   | E.A. Russel, S. Stapley (adaptation anglaise) | 1984 | album En V.O.                                                                                          | Signes extérieurs de richesse en anglais                                                                |
| Mono Rock and Roll                        | E.A. Russel, S. Stapley (adaptation anglaise) | 1984 | album En V.O.                                                                                          | Les années monos en anglais composé en collaboration avec Érick Bamy                                    |
| I'll make you believe in love again       | S. Stapley (adaptation anglaise)              | 1984 | album En V.O.                                                                                          | Pour ceux qui s'aiment en anglais                                                                       |
| Toi tais-toi                              | Pierre Billon, Claude Lemesle                 | 1984 | albums Drôle de métier et Spécial Enfants du rock                                                      | composé en collaboration avec Éric Bouad et Érick Bamy                                                  |
| Saoule à mourir                           | Paroles Pierre Billon, Claude Lemesle         | 1984 | albums Drôle de métier et Spécial Enfants du rock                                                      | composé en collaboration avec Érick Bamy                                                                |
| Au jour le jour                           | Bob Decout, Johnny Hallyday                   | 1984 | album Drôle de métier                                                                                  | Hallyday collabore aux paroles musique Bruno Victoire                                                   |
| Drôle de métier                           | Pierre Billon                                 | 1984 | album Drôle de métier                                                                                  | composé en collaboration avec Éric Bouad                                                                |
| La tournée                                | Pierre Billon                                 | 1984 | album Drôle de métier                                                                                  | composé en collaboration avec Érick Bamy                                                                |
| J'ai du sentiment pour toi                | Paroles Pierre Billon, Claude Lemesle         | 1984 | album Drôle de métier                                                                                  | composé en collaboration avec Pierre Billon                                                             |
| Les années monos                          | Claude Lemesle                                | 1984 | album Spécial Enfants du rock                                                                          | composé en collaboration avec Érick Bamy                                                                |
| Ne tuez pas la liberté                    | Philippe Labro                                | 1984 | 45 tours 880281-7                                                                                      | composé en collaboration avec Pierre Billon et Éric Bouad                                               |
| Rien à personne                           | Georges Aber                                  | 1984 | 45 tours 880281-7                                                                                      | composé en collaboration avec Érick Bamy                                                                |
| Poing cœur                                | Georges Aber                                  | 1984 | album Johnny Hallyday au Zénith                                                                        | composé en collaboration avec Érick Bamy                                                                |
| La garce                                  | Gilles Thibaut, Johnny Hallyday               | 1984 | album Johnny Hallyday au Zénith et - pour la version studio - 45 tours 880504-7                        | Hallyday collabore aux paroles musique Pierre Billon, Éric Bouad                                        |
| Rouler vers l'ouest                       | Pierre Billon                                 | 1990 | sort de façon confidentielle en 1991 en maxi CD hors-commerce, puis en 1993 inclus à une intégrale CD, | |
| Apprendre à aimer                         | Michel Mallory, Johnny Hallyday               | 2005 | album Ma vérité                                                                                        | |
| Seul au beau milieu d'un lac              | Jean-Louis Seigner                            | 2006 | album Flashback Tour                                                                                   | composé en collaboration avec Jean-Louis Seigner                                                        |
| Devant toi                                | Benoît Carré                                  | 2012 | album L'Attente                                                                                        | composé en collaboration avec John Mamann                                                               |
| Des raisons d'espérer                     | Pierre Jouishomme                             | 2015 | album De l'amour                                                                                       | |

### Compositions pour d'autres interprètes
| Titre                       | Interprète        | Parolier                      | Date | Support            | Remarque                                                                           |
| --------------------------- | ----------------- | ----------------------------- | ---- | ------------------ | ---------------------------------------------------------------------------------- |
| Fini de pleurer             | Sylvie Vartan     | Georges Aber                  | 1963 | EP                 | composé en collaboration avec Eddie Vartan                                         |
| Je te tuerai d'amour        | Zizi Jeanmaire    | Raymond Queneau               | 1964 | EP                 |                                                                                    |
| Quand ton regard            | Sophie            | Ralph Bernet                  | 1964 | EP                 |                                                                                    |
| Retenez-moi                 | Larry Greco       | Ralph Bernet                  | 1964 | EP                 |                                                                                    |
| Dans tes bras               | Sylvie Vartan     | Georges Aber, Johnny Hallyday | 1965 | EP                 | composé en collaboration avec Eddie Vartan                                         |
| Pour toi je prie            | Hervé Vilard      | Georges Aber                  | 1966 | EP                 |                                                                                    |
| Pas drôle cette histoire là | Sylvie Vartan     | Georges Aber                  | 1967 | EP                 |                                                                                    |
| Un très beau pays           | Séverine          | ?                             | 1967 | EP                 | La chanteuse se prénommait alors Céline (prénom inscrit sur la pochette du disque) |
| Tu n'es plus dans l'coup    | Noël Deschamps    | Georges Aber                  | 1967 | EP                 |                                                                                    |
| Le droit d'amour            | Robert Carpentier | Michel Mallory                | 1973 | 45 tours           | chanson reprise en 2002 par Arnaud Ghil                                            |
| Les filles du rock'n'roll   | Nicoletta         | Michel Mallory                | 1980 | album de Nicoletta |                                                                                    |
| Le temps des souvenirs      | Les Vagabonds     | Michel Mallory                | 1993 | Single             |                                                                                    |
| Pour faire une chanson      | Frank Michael     | Michel Mallory                | 2003 | album              |                                                                                    |